# Mesterlövész

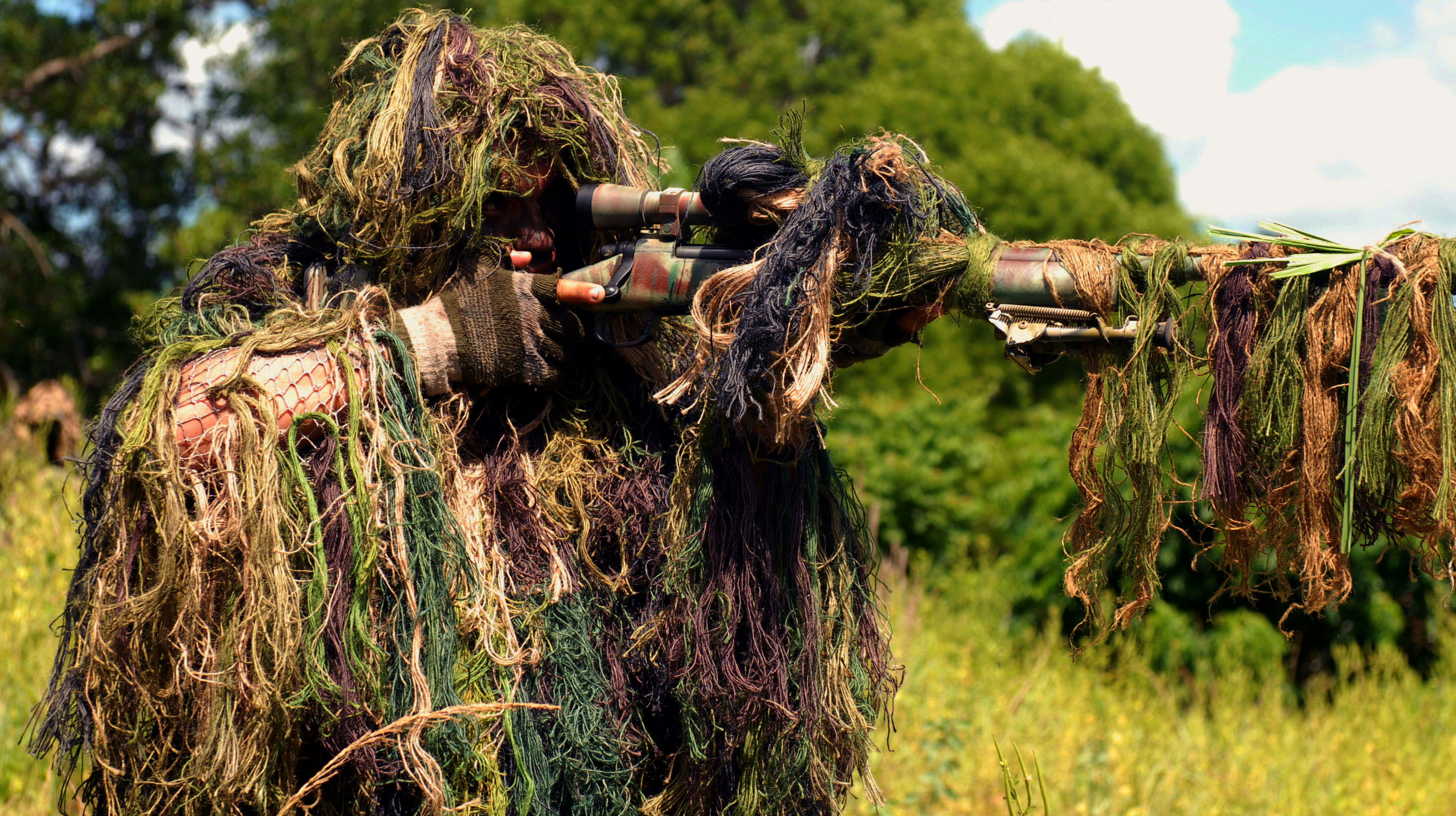
Álcázott mesterlövész

A mesterlövész a gyalogos katona fegyverei számára elérhető hasznos lőtávot akár többszörösen is túlteljesítő mesterlövészpuskákkal dolgozik. Két alapvető csoport különböztethető meg, a katonai és a rendészeti mesterlövész.

## Raj-mesterlövész
Mint a neve is mutatja, a raj vagy ritkábban szakasz (kb 8-40 fő) „mesterlövésze”. A Varsói Szerződés országaiban (így hazánkban is) őket nevezték mesterlövésznek, ezzel szemben az amerikai hadseregben a hidegháború végére eltűnt ez a beosztás. Napjaink konfliktusai azonban egyértelművé tették, hogy nem lehet lemondani az alkalmazásukról, ezért az amerikai hadseregben újra bevezették „designated marksman” néven.
Két irányból is meghatározó, hogy rajon belül alkalmazzák őket. Egyrészt, mivel nagyon sok van belőlük, ezért túl magas elvárásokat nem lehet velük szemben támasztani. Emellett mindig kéznél vannak (vagyis egy raj- vagy szakaszparancsnok döntését követően néhány tíz másodperc alatt bevethetőek), szükség esetén egyszerű gyalogosként is harcolhatnak (ezért nagy tűzgyorsaságú fegyvert igényelnek, ami „kapáslövésre” is alkalmas), a rajjal együtt mozognak, nem igényelnek külön biztosító, megfigyelő, szállító katonákat, vagyis logisztikai szempontból ideálisak.
Kiképzésük igen egyszerű, a rajban található katonák közül kiválasztják a legjobb lövőt, és egy rövid, néhány órás vagy néhány napos egyszerű tanfolyamot végeztetnek el vele.
Fegyverzetük esetén egyaránt fontos az alacsony ár, a nagy tűzerő, megbízhatóság, egyszerű kezelhetőség, és a pontosság. A Magyar Honvédségben az SZVD puskát használják fix 4-szeres nagyítású, távolságbecslésre is alkalmas távcsővel, az amerikaiban tuningolt (távcsővel, bipoddal ellátott) M16-t használnak, elvben fix távcsővel, amit a katonák gyakran lecserélnek 1,5-4,5 vagy 1-4-szeres változtatható nagyításúra (kisebb nagyítással gyorsabban lehet célozni, ami a közeli kapáslövéseknél fontos).
Jellemző hozzávetőleges lőtávolság SZVD-vel: fejlövés 150, mellalak 400 m-en belül, M16-tal fejlövés 200 m, mellalak 300 m-en belül. A nemlineáris különbség elsődlegesen a lőszernek köszönhető, a Magyar Honvédségben gyengébb minőségű (nagy szórású) lőszert használnak (ezért közelre kevésbé pontosak), de ez egyben valódi puskalőszer, ami az energiáját nagy távolságon is megtartja, ezért 300 m felett is használható. Az amerikai hadseregben a raj-mesterlövészek speciális lőszert kapnak, aminek sokkal kisebb a szórása, mint amit a többi katona lőszere tud, azonban nem puska, csak karabélylőszer (kb 1/3 teljesítményű), ezért 300 m-en túl már nem használható.
Az alacsony lőtávolság következménye, hogy a távolságbecslés és a szél csak kis mértékben számít, a további környezeti paraméterek pedig egyáltalán nem számítanak.

## Mesterlövész

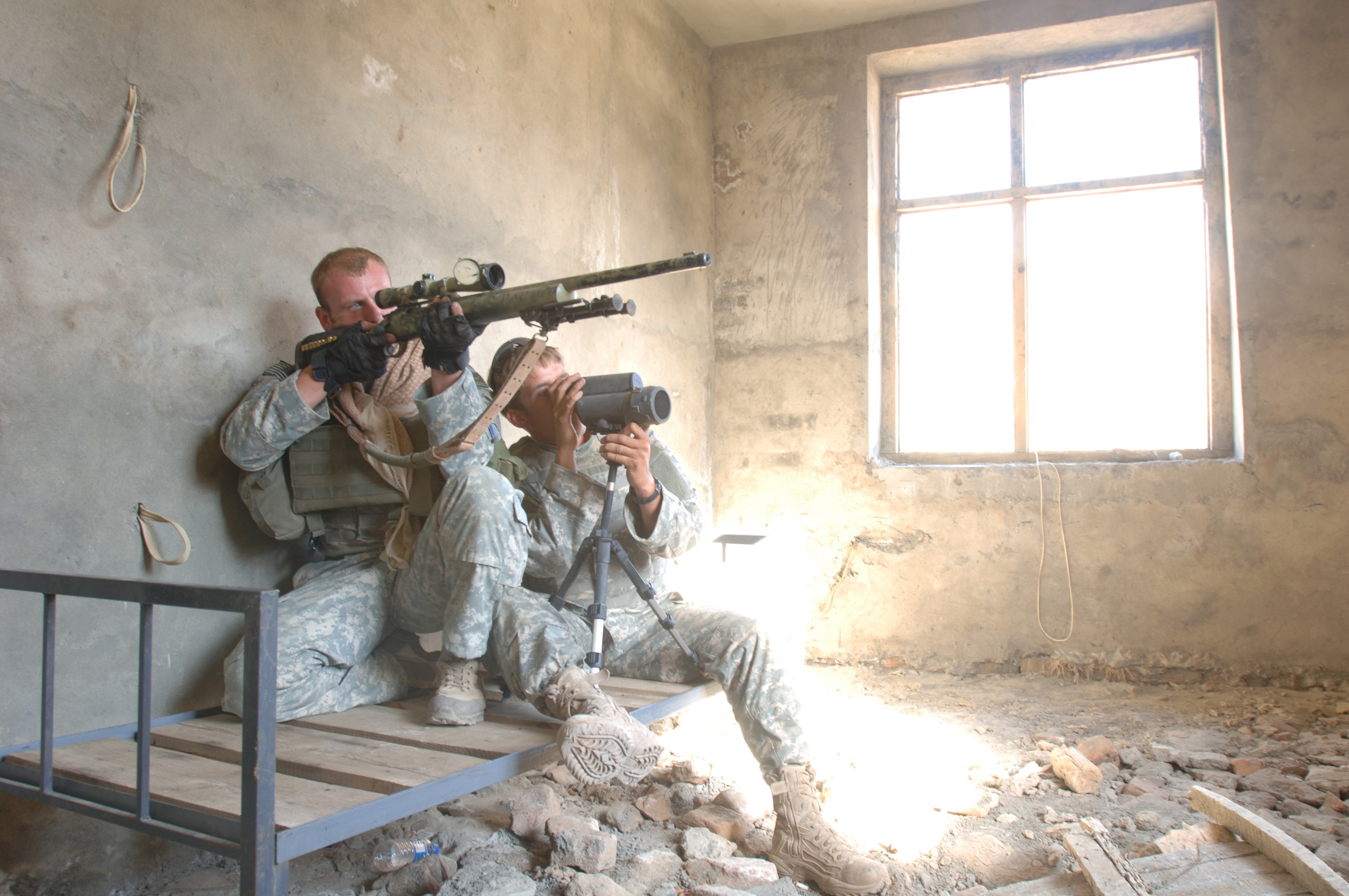
Amerikai mesterlövész páros Afganisztánban (2006. október 19.)

A nyugati hadseregeknél hosszú ideje, és újabban nálunk is a fenti koncepciótól jelentősen eltérő mesterlövészeket is alkalmaznak.
Kiemelkedően tehetséges lövészeket választanak ki, akik rendkívül alapos kiképzésen esnek át. Ennek természetes következménye, hogy sokkal kisebb számban állnak rendelkezésre, mint a raj-mesterlövészek (kb. zászlóaljanként 3 pár, szemben a 30 raj-mesterlövésszel), ha egy szakaszparancsnok használni szeretné őket, akkor meg kell őket igényelni, megszervezni a ki- és visszaszállításukat, vagyis jellemzően néhány nap, mire a szakaszparancsnok döntéséből bevetés lesz, ha egyáltalán engedélyezik azt.
Kiképzésük rendkívül nehéz, csak a legjobbak jelentkezhetnek a tanfolyamra, de így is a résztvevők többsége nem végzi azt el. Az "egyszerű" lövészeten kívül fontos a röppályaszámítás, álcázás, felderítés tökéletes elsajátítása.
Taktikájuk, hogy tökéletes álcázás mellett, akár napokig megfigyelik a célpontot (gyakran rádión jelentik megfigyeléseiket), minél hatékonyabban végeznek a célponttal, majd nyom nélkül visszavonulnak. Az sem ritka, hogy kizárólag megfigyelésre használják őket, vagyis egyetlen lövés nélkül távoznak. Az álcázás színvonalát jól jellemzi az az apróság, hogy tilos ürüléket hátrahagyniuk.
A mesterlövészek leggyakrabban 2 fős csapatban dolgoznak. A pár egyik tagja a lövész, a másik a megfigyelő, akinek a fő feladata a röppálya számítása és a bevetési zónában tartózkodó célpontok meghatározása. E mellett az ő feladata, hogy ha felfedezik őket, akkor a gépkarabélyával szükség esetén fedezze a visszavonulást, mivel a lövész leggyakrabban csak egy pisztollyal van felszerelve a puska mellett.
Használatosak emellett nagyobb 3-4 fős csapatok is, ezekben parancsnok-hírközlő, esetleg még előretolt légiirányító is szerepel a csoportban (ilyenkor ők is gépkarabéllyal vagy akár géppuskával vannak felszerelve). Gyakori a védelmi szerepkör, egy bázis környékéről akadályozzák az oda való behatolást, vagy a bázis lerombolását.
A mesterlövész áldozatai legfőképpen olyan célpontok közül kerülnek ki, melyek kiiktatása számos egyéb következményt von maga után. Jellemzően nem gyalogos katonákra, hanem tisztekre, rádiósokra, orvosokra, nehezen pótolható személyekre „vadásznak”. Háborús körülmények között a mesterlövészek komoly pszichikai hadviselésre is képesek azáltal, hogy az ellenséges csapatok egységei közül azt lövik le, akit mindenki szeret és tisztel, akire hallgatnak a többiek, még ha nem is tiszt az illető. Érdekes tény, hogy a vietnámi háborúban egy M16-os karabélyból átlagosan 50 000 db lőszert lőttek ki egy célpont leterítése érdekében, míg mesterlövészpuskából csak 1,3-et.

## Rendőrségi mesterlövész
Rendészeti mesterlövészeket jellemzően túszhelyzetekben vetnek be. Magyarországon több kisebb rendőrségi alakulat is SZVD-vel van felszerelve és rendelkezik az átlagosnál jobban képzett lövésszel. A Terrorelhárítási Központ (TEK) azonban, ahol a legnagyobb az esély e fegyverek bevetésére, mind felszerelésében, mind kiképzésében mesterlövészeket alkalmaz.
A legfontosabb különbség az elérendő cél. Katonák esetén a harcképtelenné tétel a fontos, amihez a civilizált katonák esetén egy bármilyen találat elegendő, mivel ezután kórházba kerül a meglőtt, vagyis nem fog harcolni. Nem is képes harcolni, hiszen például ha bal vállon lőnek egy tisztet, az a vérveszteségtől és a fájdalomtól képtelen arra, hogy ezután kilométereket rohamozzon a katonái élén. Ezzel szemben egy terrorista harcképtelenné tétele alatt egészen mást értünk, itt az kevés, ha nem tud órákig kemény fizikai teljesítményt nyújtani, sőt, még az is kevés, ha 5 másodperc múlva a kezét sem tudja megmozdítani: egy AK-47-essel másodpercenként akár 10 lövést is leadhat, amivel a környezetében lévő védtelen túszokban hatalmas kárt tehet. Ezért a rendőrségi mesterlövésznek azonnal (tizedmásodperccel a találat után) mozgásképtelenné kell tennie a célt. Ezért elfogadhatatlan egy szívlövés, ehelyett az agyat kell eltalálni. Mivel a fej jóval kisebb cél, 100-200 méter a maximális távolság, ahonnan még lövést leadnak, de nem ritka, hogy 50 méterről adnak le lövést.
Természetesen a fejre leadott lövés, az ideálist gyakran meg sem közelítő körülmények miatt nem minden esetben lehetséges. Többek között ezért is jutnak fontos szerephez rendészeti felhasználásban az olyan kialakítású és felépítésű lövedékek, melyek nem ütik át az emberi testet, nem veszélyeztetve ezzel a célpont mögött, vagy környezetében állókat.
Jellemzően rendészeti felhasználású lőszerek:
- 5,56×45 mm NATO
- 6,16×51mm
- 6,5×55mm Mauser
- 7,62×51mm NATO

Ezeken kívül természetesen egyéb harcászati lőszerek is felhasználhatóak rendészeti alkalmazásban.

## A mesterlövész felszerelése
Ahhoz, hogy a mesterlövész feladatát minél eredményesebben elvégezze, elengedhetetlen egy a célnak megfelelő puska, céltávcső, lőszer és álcázás.
Az álcázást természetes környezetben leghatékonyabban az álcagúnyával lehet megvalósítani. A ruha leggyakrabban a következőképpen készül: egy katonai terepruhára (BDU) egy hálót erősítenek, majd a hálóra vászon (zsákvászon) csíkokat. Ezeket a bevetési terület növényzetének színeire festik, gyakran növényzettel is kiegészítik. Álcázásnál fontos, hogy a kidomborodó részeket sötét színekkel fedjék és a homorú részeken használjanak világosabb színeket. A puska álcázása is szokványos; alapvető cél mind a lövész, mind fegyvere és felszerelése álcázásánál, hogy a formai jellegzetességeket minél jobban megtörjék.
Igen hasznos segítséget nyújtanak a fegyver feltámasztására szolgáló állványok (ún. bi-pod) (vagy ezek hiányában a hátizsák, fegyvertáska), számológép és egy napló, mely tapasztalati alapon gyűjtött adatokat tartalmaz a használt lövedék röppályájára vonatkozóan, különböző távolságokon és természeti viszonyok között. Ez nagyban segíti és felgyorsítja a lövész munkáját a lövés számításában.

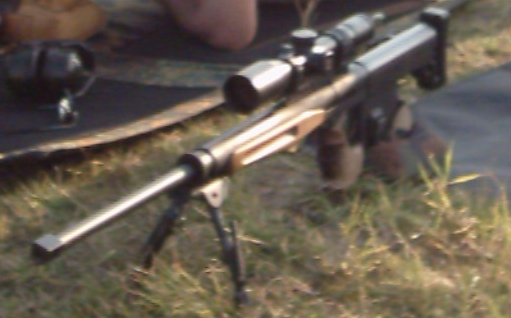
Mesterlövészpuska

A fegyverzet terén egyértelműen a pontosságon van a hangsúly. Az elavultnak tűnő forgó-toló záras fegyverek a legpontosabbak, ezért ilyet használnak. Az amerikai hadseregben M-24-et, a Magyar Honvédségnél a hazai Szép-puskát kezdik alkalmazni. Mindkettő valódi puska kaliber (7,62x51, NATO szabványú), és jó minőségű lőszert használnak hozzájuk. A távcső is kiváló minőségű, nagy nagyítású, hogy minden apró részlet jól látszódjon.
Jellemző lőtávolság: fejlövés 300 m-en belül, mellalak 850 m-en belül. Ez utóbbi távolságon már nagyon komoly feladat a röppálya számítása. Néhány adat 1000 m-es lövészettel kapcsolatban: 4 km/órás (épp hogy érzékelhető) szél 90 cm-el tolja odébb a találatot, 5 °C-kal melegebb levegő 20 cm-t emel a találaton, 1%-os hiba a távolságmérésben (1000 m 990 helyett) 38 cm-t ejt a találaton. A szélmérésnél külön probléma, hogy nem csak a lövés helyén, hanem az egész útvonal során ismerni kellene a szélviszonyokat, mivel az közben igen jelentősen megváltozhat.

## A lövés számítása
Egy megfelelően kivitelezett találathoz elengedhetetlen a célpont lövésztől való távolságának kiszámítása. Számos GPS alapon vagy lézeres elven működő távolságmérő berendezés létezik ilyen célra, de ha ilyen nem áll rendelkezésre nagy segítséget nyújthat a céltávcső MIL DOT beosztása is:
(célpont magassága yardban x 1000)/MIL mérettel = a távolság yardban
(célpont magassága collban x 27.778)/MIL mérettel = a távolság yardban
(célpont magassága collban x 25.4)/MIL mérettel = a távolság méterben
Azonban a célpont magasságára csak következtetni lehet, és távcsövenként változhat a nagyítás és a mil beosztás is.

## Nehéz mesterlövész fegyverek
Anyagi célpontok ellen gyakran használatosak a mesterlövészek körében az úgynevezett nehéz mesterlövészpuskák. Ezek alkalmazása emberi célpont ellen elenyésző, mivel szállításuk és álcázásuk nagy méretük és súlyuk miatt nehéz. Emiatt inkább antimateriális, mint mesterlövész fegyverként kategorizálhatóak.
A legelterjedtebb kaliber a 12.7x99 mm (.50 BMG). Ennek van páncéltörő változata is, azonban nem létezik olyan versenyszintű lőszer, mely nagy hatásfokkal alkalmassá tenné ezeket a fegyvereket az elvileg akár 2000 m-es távolságok leküzdésére is. Ez a másik oka, hogy inkább nagyobb kiterjedésű célpontok ellen használatosak. Egy PSZH, radar, vagy vadászrepülőgép használhatatlanná tétele nem probléma egy ilyen lőszer számára még 1,5 km-ről sem, azonban embernagyságú, esetleg mozgó célpont eltalálása ilyen távolságról már legalább annyira szerencsejáték, mint tudomány.
A legelterjedtebb ilyen felhasználású fegyver az amerikai Barrett M82, melynek számos egylövetű és félautomata változata létezik. Sajnos nemzetközi szinten kevésbé elterjedt és megbecsült a magyar Gepárd M1, melynek szintén igen sok változata van.

## Rekordok[1]
- A legeredményesebb mesterlövész a finn Simo Häyhä 542 találattal.
- Irakban az amerikai Timothy L. Kellner 57 találatot ért el.
- Afganisztánban a kanadai Rob Furlong 2431 méterről ért el találatot.
- A második világháború idején az orosz Ljudmila Mihajlovna Pavlicsenko 309 megerősített találattal a legeredményesebb női mesterlövésznek számít.
- Vaszilij Grigorjevics Zajcev 1942 novembere és 1943 januárja között, a sztálingrádi csata alatt 242 igazoltan halálos találatot ért el, a tényleges szám még ennél is magasabb lehet. Áldozatai német (vagy velük szövetséges) katonák és tisztek voltak, köztük 11 mesterlövész.
- Chris Kyle(wd) 160 hivatalosan elismert találattal az Egyesült Államok legeredményesebb mesterlövésze.